# Parque nacional de Tasman
El Parque Nacional de Tasman (en inglés Tasman National Park) es un parque nacional situado en la isla australiana de Tasmania. Se encuentra a 56 km de la capital en dirección este, Hobart. El parque hace honor al marino neerlandés Abel Tasman, el primer europeo en documentar su llegada a Tasmania en 1642. El parque comprende numerosas islas, como isla Fósil e isla Tasman.
El parque es uno de los más recientes de Tasmania y sirve para preservar paisajes costeros y forestales únicos. Hay numerosas rutas para caminantes a lo largo de la costa, algunas de las cuales llegan a la parte sur del parque, con algunos de los acantilados más altos de Australia.
Nature Walks (caminata corta)
- Canoe Bay (2 horas ida y vuelta)

Bushwalks (caminatas)
- Cape Hauy Track (entre 4 y 5 horas ida y vuelta)
- Mount Fortescue Track (entre 6 y 7 horas ida y vuelta)
- Tasman Trail (entre 6 y 8 horas ida y vuelta)
- Cape Raoul (5 horas ida y vuelta)